# 赵二军
赵二军（20世纪？—），已故中共中央总书记赵紫阳次子。

## 生平
赵二军從小在廣州長大，會說一點廣東話。1989年六四事件後流亡法國，參與“黃雀行動”，營救趙紫陽舊部，令自己和妻子、女兒列入通緝名單。妻女經黃雀行動來港，後來前往法國與趙二軍會合。后赵二军成为新加坡永久居民，並擔任新加坡前副總理吳慶瑞顧問，之後又回到中國，至2005年趙紫陽逝世後與當局談判達成協議，辦理退休手續。